# Aleksandr Starkov
Aleksandr Petrovich Starkov - em russo, Александр Петрович Старков - ou simplesmente Aleksandrs Starkovs (Madona, 26 de julho de 1955) é um ex-futebolista e atualmente técnico de futebol letão.

## Carreira
Atacante, teve destaque apenas local como jogador, principalmente no Daugava Rīga, ao qual defendeu de 1975 a 1989, ano em que encerrou a carreira. Chegou a transferir-se em 1977 para o tradicional Dínamo Moscou, mas não jogou pela equipe da capital soviética e logo voltou ao Daugava. Não tendo chegado a jogar na divisão de elite do campeonato soviético, tampouco pela Seleção da URSS, ainda assim foi escolhido como o maior jogador letão dos 50 anos da UEFA, nos Prêmios do Jubileu da entidade, desbancando o mais glorioso Leonīds Ostrovskis.
Talvez a premiação, do final do ano de 2003, tenha se baseado mais pela conquista da vaga na Eurocopa 2004, a maior proeza da Seleção Letã, que Starkovs comandava desde 2001. Starkovs comandava paralelamente também a equipe do Skonto desde 1993, levando-a a incríveis doze títulos seguidos no campeonato letão. Após a Euro, deixou a seleção e a equipe (que desde então não ganhou mais a liga nacional) para comandar por dois anos o Spartak Moscou, mas não teve sucesso na tentativa de fazer o mais vencedor clube da Rússia reconquistar o campeonato russo, que não ganha desde 2001.
Starkovs deixou o Spartak em 2006 e no ano seguinte voltou a comandar a Seleção da Letônia.

## Ligações Externas
- Prêmios do Jubileu (em inglês)